# Wilbrand von Oldenburg

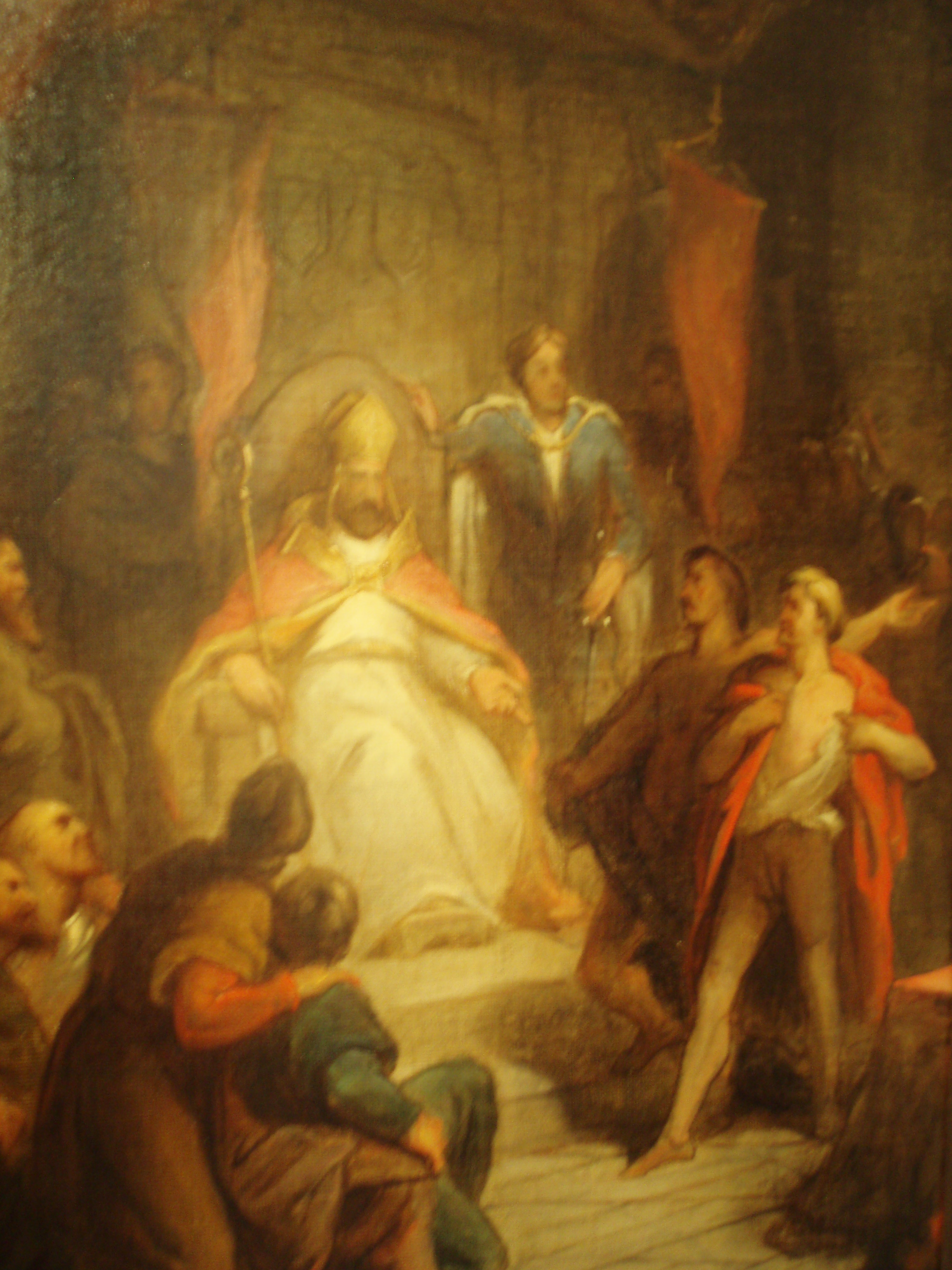
Wilbrand mit Bischofsmütze auf einem Gemälde von Antonie F. Zürcher aus dem 19. Jh.

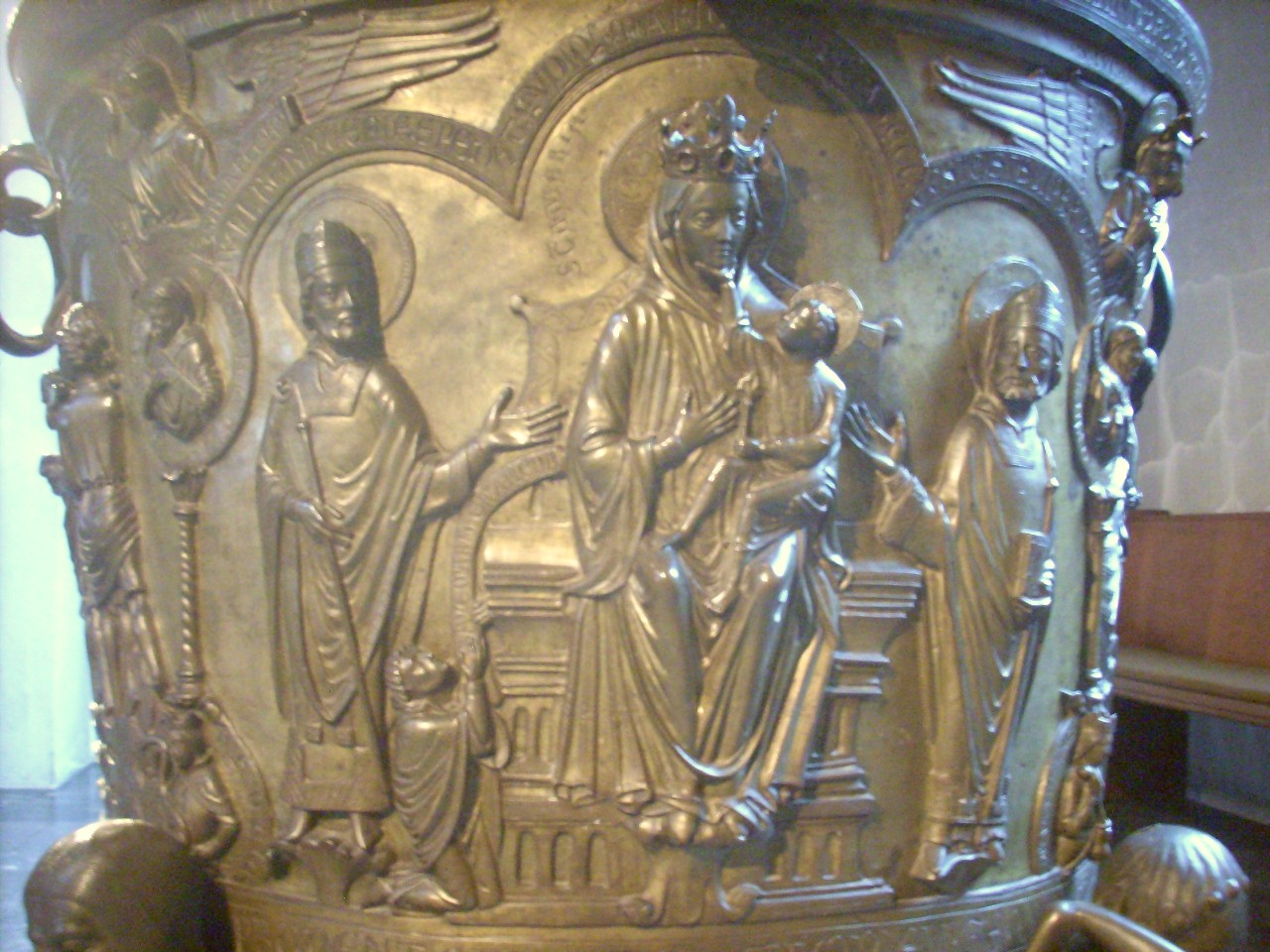
Stifterbild des Taufbeckens im Hildesheimer Dom

Wilbrand von Oldenburg, auch Wilbrand von Oldenburg-Wildeshausen, (* vor 1180; † 26. Juli 1233 in Zwolle, Niederlande) war Bischof von Paderborn und Utrecht.
Wilbrand entstammte dem Wildeshausener Zweig der Oldenburger Grafengeschlechts. Sein Vater war Graf Heinrich II. von Oldenburg seine Mutter Beatrix von Hallermund. Sein Vater war regierender Graf von Wildeshausen, sein Onkel Gerhard von Oldenburg war Bischof von Osnabrück (1192–1216), dann Erzbischof von Bremen (1216–1219).
Wilbrands Geschwister waren
- Heinrich III. († 1234), Graf von Oldenburg
- Burchard († 1233), Graf von Oldenburg
- Egilmar († 1217 bei einem Kreuzzug), Domherr in Münster und Propst in Friesland.

Wilbrand war als zweiter Sohn für den geistlichen Stand bestimmt und begann seine Laufbahn in Zutphen und Utrecht. Anschließend wurde er Domherr in Bistum Hildesheim. Von 1211 bis 1212 unternahm er in dieser Funktion im Auftrag von Kaiser Otto IV. zur Vorbereitung seines Kreuzzugs eine Erkundungsreise durch das Heilige Land (insb. Kilikien). Er hat darüber sehr ausführlich in seinem Itinerarium sancte terre berichtet. Begleitet wurde er von einem Meister des Johanniterordens und dem 1210 ins Amt gewählten Hochmeister des Deutschen Ordens, Hermann von Salza.
1225 wurde er zum Bischof von Paderborn gewählt. Als Papst Honorius III. ihn Anfang 1227(?) beauftragte, in seiner Diözese gegen alle Kaisergegner vorzugehen, warf er die Grafen von Schwalenberg (vgl. Volkwin IV. von Schwalenberg) nieder. Wegen seiner kriegerischen Begabung wurde er 1227 auch Bischof von Utrecht, wo er in langwierigen Kämpfen die aufständischen Bauern in der Provinz Drenthe zu unterwerfen versuchte. Er ist im Zisterzienserinnenkloster St. Servatius in Utrecht begraben.
Wilbrand von Oldenburg stiftete das kostbare bronzene Taufbecken des Hildesheimer Doms. Das mit seinem lateinischen Namen „Wilbernus“ bezeichnete Stifterbild dieses Taufbeckens zeigt ihn zu Füßen der Gottesmutter mit Alba und Dalmatika unter seinem Priestergewand. Deshalb kann das Taufbecken erst nach seiner Erhebung zum Bischof von Paderborn (1226) entstanden sein.